# Селективна флокуляція вугільних шламів полімерами

Феноменологічна схема латексної флокуляції тонкодисперсного вугілля.

Кінетика процесу селективної агрегації — флокуляції, (аналогічна кінетика агломерації і грануляції) вугілля маслами і латексами

## Загальна характеристика
Процеси селективної флокуляції полімерами (СФП) можуть здійснюватися як водорозчинними, так і нерозчинними полімерними флокулянтами. В обох випадках має місце місточковий механізм структуроутворення. Серед водорозчинних розрізняють аніонні, катіонні та нейоногенні полімерні флокулянти. Основу аніонних полімерів складають поліакрилова кислота, її солі або акриламіди. Катіонні полімерні флокулянти містять позитивно заряджені групи аміну, іміну або четвертинного аміну. Флокуляційна дія катіонних флокулянтів проявляється як при низькомолекулярних, так і при високих масах, оскільки їхня дія зумовлена комбінацією явищ електро-нейтралізації і механізму місточкоутворення. При цьому для низькомолекулярних сполук, довжина макромолекули яких менше подвоєного радіуса дії йоноелектростатичних сил відштовхування зерен, переважаючим є механізм електронейтралізації.

## Приклади застосування
Нейоногенні полімери складаються головним чином із поліспиртів, негідролізованих поліефірів і поліамідів. З них у процесах СФП найбільш широко використовуються негідролізований поліакриламід (ПАА) та поліоксиетилен (ПОЕ). Довжина макромолекули нейоногенного флокулянта повинна бути вдвічі більшою радіуса дії йонно-електростатичних сил, що забезпечує механізм місточкового зв'язку між вугільними частинками.
Застосування розчинних полімерних флокулянтів розглядається в роботах вітчизняних і зарубіжних авторів. При використанні як селективного флокулянта крохмалю з вихідного вугілля зольністю 56 % отримують концентрат зольністю 30,5 %. Вилучення вугілля при цьому становить 52,5 %.
Селективна флокуляція суміші «вугілля — сланець» крупністю 0-60 мкм із використанням аніонних та катіонних поліакриламідних флокулянтів з молекулярною масою 6•106 — 23•106 дозволяє отримувати з вихідного вугілля Аdвих. = 50-55 % флокуляційний концентрат Аdвих. = 31 % при вилученні вугілля 80-90 %. Для підвищення селективності процесу флокуляції було синтезовано ряд модифікованих флокулянтів шляхом введення в макромолекулу звичайних флокулянтів комплексоутворювальних груп фенолу, крезолу, тімолу та нафтолу, ксантагенату.
На деяких вуглезбагачувальних фабриках Росії як селективні флокулянти використовуються ПАА, ПОЕ, поліелектроліти катіонного типу ВПК-101 (полівінілбензилтриметиламонійхлорид) i ВПК-402 (диметилдиаліламонійхлорид), а також бінарні суміші катіонного та нейоногенного флокулянтів. На ЦЗФ «Березовська» застосування флокулянта ПОЕ для вловлювання вугільних частинок менше 5 мкм із фільтрату вакуум фільтру «Україна-80» дозволило при вихідній зольності твердої фази 11 % отримати кондиційний концентрат зольністю 8,4 % та високозольні відходи 79 %. Аналогічні результати отримані на ЦЗФ «Абашевська» .
Застосування гідролізованих ПАА угорського виробництва (NIKE ПАА) при обезводненні вугільних шламів дозволяє в п'ять разів збільшити густину осаду.
Застосування катіонного полімерного флокулянта «Суперфлок-310» при оптимальній щільності (густині) пульпи 2 % i витратах флокулянта 1 г/т дозволяє досягти вилучення вугілля в межах 75 — 85 %.
У ФРН для видалення тонких частинок із мийних вод та вугільних шламів при збагаченні розубоженого кам'яного вугілля i відвальних продуктів шахт запропоновано обробляти шлами диспергаторами — аніонактивними синтетичними полімерами (поліакрилатами, поліметакрилатами). Потім пульпу обробляють флокулянтами — високомолекулярними ПАА та гідролізованими на 5-40 % полімерами.
Крім того, у ФРН були вивчені умови селективної агрегації з вугілля із застосуванням рідкого скла, яке є диспергатором пустої породи, та поліметакрилату натрію. Напівпромислові випробовування процесу були проведені при витратах рідкого скла 52,8 кг/т і полімеру метакрилової кислоти + метакрилат — 0,135 кг/т. Продуктивність дослідної установки, яка включала циліндричний відстійник діаметром 2 м, становила 12 м3/год. При зольності вихідного вугілля 33,2 % і вмісті твердого в пульпі 37,9 кг/м³ було одержано злив зольністю 65,5 %, вміст твердого 8,8 кг/м3, а також згущений продукт зольністю 22,1 % з вмістом твердого 329 кг/м3.
У Дніпропетровському гірничому інституті для селективної агрегації шламів у лабораторних і промислових випробуваннях використовувалась натрієва сіль сульфінованого полістиролу (НССПС) разом із гідроксилом натрію і кальцинованою содою, а також гіпан, метас, триполіфосфат натрію. Для інтенсифікації процесу використовували дію ультразвуку. При витратах НССПС 0,26 кг/т і ПАА 0,017 кг/т, рН = 10,2, зольності вихідного шламу 22 % зольність концентрату становила 16 %, відходів 56 %.
Як селективний флокулянт може застосовуватися натрієва сіль карбоксилметилцелюлози в поєднанні з кальцинованою содою. На Дніпропетровському КХЗ і ЦЗФ «Михайлівська» при обробці вугільного шламу зольністю 16,6 % отримано концентрат зольністю 12 % і відходи зольністю 54,3 %. При цьому витрати натрієвої солі карбоксилметилцелюлози становили 0,13 кг/т шламу, а кальцинованої соди — близько 0,7 кг/т. Швидкість осадження вугільної фракції становила 0,020-0,025 м/с. За результатами досліджень встановлено, що зі збільшенням витрат полімеру зольність концентрату і відходів селективної агрегації зменшується.
У Дніпропетровському гірничому інституті розроблено оригінальний спосіб знемулювання вугільних шламів із застосуванням як селективного флокулянта водорозчинної смоли. При введенні в шлам цього флокулянта в осад переходила переважно вугільна фракція, а глиниста не брала участі в утворенні флокульованного осаду і залишалася в суспензії у завислому стані.
Шламові води вуглезбагачувальних фабрик, як правило, сильно мінералізовані й містять солі лужних металів, тому для їхнього знемулювання необхідні такі реагенти, які є стійкими до дії електролітів. Так, при введенні в пульпу водного розчину натрієвої солі сополімеру метакрилової кислоти з метакриламідом в осад випадає вугілля, а глина стабілізується у завислому стані.
Ґрунтовні експериментальні роботи в галузі селективної флокуляції вугілля синтетичними латексами проведені в 1990-х роках Українським вуглехімічним інститутом (УВХІН, м.Харків). Спільно з Воронезьким заводом синтетичних каучуків та и Воронезькою філією ВНИИСК науковці УВХІНу розробили та випробували 17 латексних реагентів-флокулянтів. Найбільш ефективні з них пройшли дослідко-промислову апробацію на ряді вуглефабрик коксохімічних заводів Донбасу 

## Вислід
Технологія селективної агрегації вугілля водорозчинними полімерами пройшла лабораторну та дослідно-промислову апробацію, але її широке промислове впровадження стримується дефіцитністю реагентів і недостатньою в ряді випадків селективністю розділення. Принциповий недолік процесу СФП водорозчинними полімерами — його сильна залежність від товщини граничних водних плівок на поверхні вугільних зерен.